# Ronda
Ronda (španska izgovarjava: [ˈronda]) je mesto na jugu Španije v pokrajini Andaluzija v provinci Malaga.

## Zgodovina
V okolici Ronde so ostanki naselbin iz dobe neolitika in jamske poslikave iz jame Cueva de la Pileta. Rondo so prvič naselili zgodnji Kelti v 6. stoletju pr. n. št. in jo poimenovali Arunda. Kasneje so Feničanski naseljenci v bližini ustanovili Acinipo, lokalno znano kot Ronda la Vieja. Današnjo Rondo pa so ustanovili Rimljani, kot utrjeno postojanko v drugi punski vojni. Ronda je prejela status mesta v času Julija Cezarja.
V 5. stoletju so Rondo zasedli Suebi, katere je vodil Rechila. V naslednjem stoletju je Rondo zasedlo Vzhodno Rimsko cesarstvo, pod katero vladavino so tudi zapustili Acinipo. Kasneje je mesto zavzel Vizigotski kralj Leovigild. Ronda je bila pod Vizigotsko vladavino vse do leta 713, dokler je niso zasedli Arabci, kateri so poimenovali mesto Izn-Rand Onda ("Mesto gradu"). Izn-Rand Onda je postala glavno mesto province Takurunna.
Po razpadu kalifata iz Cordobe je Ronda postala glavno mesto majhne kraljevine, kateri je vladal Berber, Banu Ifran. V tem obdobje je dobila Ronda večino Islamske arhitekturne dediščine. Leta 1065 je Rondo zasedel Abbad II al-Mu'tadid iz Sevilje.
Leta 1485 je Rondo osvojil Marquis of Cádiz in s tem končal islamsko dominacijo v Rondi. Večino starih mogočnih stavb so obnovili oziroma preuredili za krščanske potrebe.  
Španska inkvizicija je zelo prizadela muslimanski način življenja v Španiji. Takoj po letu 1492, ko je padla še zadnja trdnjava muslimanske vladavine na Iberskem polotoku, Granada, so Španci ukazali vsem muslimanom in židom, da zapustijo Iberski polotok brez svoje lastnine ali pa se spreobrnejo v kristjane. Mnogi so se spreobrnili, da so lahko obdržali svojo lastnino, vendar so na skrivaj še vedno prakticirali svojo vero. Muslimani, kateri so se spreobrnili amo navidezno, so se imenovali Moriscos. Moriscosi so morali nositi na svojih kapah ali turbanih modro luno (oblika luninega krajca), zaradi katere so jih fanatični prebivalci ozmerjali in pretepali. Če so potovali brez dovolilnice je to pomenilo smrtno obsodbo. To sistematično zatiranje je prisililo muslimane, da so poiskali zatočišča v gorskih regijah južne Andaluzije, v mestih kot je Ronda.
25. maja, leta 1566 je Philip II ukazal, da je Arabski jezik (pisan ali govorni) prepovedan, da morajo biti vsa vrata domov ob petkih odprta, da so lahko preverili ali so kje imeli muslimanske petkove molitve. Uvedel je tudi velik davek na vsa trgovanja katere so opravili Moriscosi. To je pripeljalo do nekaj uporov. Eden teh uporov je bil tudi v Rondi, pod vodstvom Al-Fihrey-a. Po hudi bitki je muslimanom celo uspelo poraziti Španske vojake katerim je poveljeval Alfonso de Aguilar. Maščevali so se tako da so pobili vse vojake katere so ujeli z Alfonsom na čelu. To je razjezilo Philipa II, kateri je ukazal pokol vseh Moriscosov v Rondi. Tisti, kateri so preživeli, so bili prodani v suženjstvo.

## Geografija
Ronda je situirana na gorskem področju in leži na približno 750m nadmorske višine. Skozi mesto teče reka Guadalevín in deli mesto na dva dela. Reka je zarezale več kot 100m globok kanjon El Tajo, na katerem mesto stoji. 

## Glavne znamenitosti
- Trije mostovi, Puente Romano (Rimski most, znan tudi kot most sv. Mihaela), Puente Viejo (Stari most, znan tudi kot Arabski most) in Puente Nuevo (Novi most), kateri premostijo kanjon. Gradnja Novega mostu se je začela 1751 in končala leta 1793, tako da je izraz "novi" v tem primeru malo zgrešen. Vendar glede na to da sta bila pred tem preko kanjona samo Rimski most in pa stari most ki sta bila narejena precej pred Novim mostom je to logično ime. Novi most je največji in najvišji saj je visok kar 120m nad tlemi kanjona.

- Corrida Goyesca je unikatna in zgodovinska bikoborba, ki se odvija enkrat na leto v Rondi v "Plaza de toros de Ronda". To je najstarejša arena za bikoborbe v Španiji. Zgrajena je bila leta 1784. Njen arhitekt je José Martin de Aldehuela. On je tudi arhitekt za Puente Nuevo (Novi most).

- Delno nedotaknjeni Baños árabes (Arabske kopeli) se najde pod mestom in so iz 13. in 14. stoletja.

## Galerija
- Ronda in kanjon El Tajo. "Novi most" ki povezuje oba dela Ronde.
- Plaza de Toros de Ronda - Zibelka bikoborb
- stopnišče v Plaza de Toros de Ronda
- Rimski most
- Stari most in Arabske kopeli
- Plaza del Socorro

## Pobratena mesta
- - Cuenca, Španija
- - Chefchaouen, Maroko
- - Castiglion Fiorentino, Italija
- - Ontinyent, Španija